# Dichaetomyia leucorhina
Dichaetomyia leucorhina är en tvåvingeart som först beskrevs av Jacques-Marie-Frangile Bigot 1891.  Dichaetomyia leucorhina ingår i släktet Dichaetomyia och familjen husflugor. Inga underarter finns listade i Catalogue of Life.